# Zerb
Matheus Zerbini Massa, mais conhecido pelo nome artístico Zerb (São Paulo, 25 de dezembro de 1997), é um DJ e produtor musical brasileiro de música eletrônica .

## Biografia e carreira
Matheus Zerbini Massa nasceu e cresceu em São Paulo, capital do estado homônimo, em 25 de dezembro de 1997. Durante sua infância, aprendeu a tocar diversos instrumentos, como violão, bateria e piano. 
Em 2012, aos 14 anos de idade, se interessou por música eletrônica, e inspirado em DJs como Skrillex e Deadmau5, começou a produzir suas próprias canções, postando-as em sua página do YouTube e SoundCloud. Inicialmente, suas produções tinham elementos do progressive house e big room. 
Em 2015, começou a postar diversos remixes na internet, misturando elementos do deep house e tropical house, chamando a atenção de diversos artistas da cena. Através de uma mensagem no Facebook, chamou a atenção de Vintage Culture e juntos lançaram o remix de "Faded", de ZHU. Com o sucesso da faixa, Zerb passou a fazer parte do casting da agência de gerenciamento artístico Entourage e passou a realizar apresentações ao redor do Brasil inteiro. No mesmo ano, Zerb foi confirmado como uma das atrações para a edição de 2016 do festival Lollapalooza. 
No ano de 2016, no mesmo período em que viajava ao redor do Brasil, se apresentando em diversas festas e festivais, Zerb ingressou no curso de Publicidade e Propaganda na Universidade de São Paulo, concluindo o curso em 2019.
Em 2017, Zerb foi confirmado como uma das atrações da edição do mesmo ano do festival Rock in Rio.
No segundo semestre de 2018, em parceria com a cantora Giulia Be, lançou a música "With You". Com elementos do pop e tropical house, rapidamente a música alcançou o 9º lugar das músicas virais no Spotify.
Em 2019, em parceria com a cantora e celebridade teen Júlia Gomes e os DJs Sandeville e Duncan, lançou a canção "Wherever U Wanna Go". No mesmo ano, lançou uma versão acústica da canção em parceria com o cantor Fiuk.
Em meados de 2020, em parceria com o DJ italiano Noto e o belga Marc Benjamin, lançou a faixa "Like 2 Party", que alcançou o 1º lugar das músicas mais vendidas de electro house no site Beatport.
Atualmente, faz parte da agência e produtora de eventos Plus Network.

## Discografia

### Singles
| Ano  | Single                                                                        |
| ---- | ----------------------------------------------------------------------------- |
| 2012 | "Up"                                                                          |
| 2015 | "Reasons"                                                                     |
| 2015 | "Somebody Else" (com Thomaz Krauze)                                           |
| 2016 | "Acid Booty"                                                                  |
| 2016 | "Tell Me" (com Dubdogz)                                                       |
| 2017 | "Paradise"                                                                    |
| 2018 | "Slow Motion" (com Pontifexx)                                                 |
| 2018 | "With You" (com Giulia Be)                                                    |
| 2019 | "Wherever U Wanna Go" (com Sandeville, Duncan e Júlia Gomes)                  |
| 2019 | "Wherever U Wanna Go (Acústico)" (com Sandeville, Duncan, Júlia Gomes e Fiuk) |
| 2019 | "Belong" (com Sophia Stedile)                                                 |
| 2020 | "Sunlight" (com Ralk e Vitório)                                               |
| 2020 | "Like 2 Party" (com Noto e Marc Benjamin)                                     |
| 2024 | "Addicted" (com The Chainsmokers e Ink)                                       |

### Remixes
| Ano  | Single                                                            |
| ---- | ----------------------------------------------------------------- |
| 2015 | Zhu - "Faded (Vintage Culture & Zerb Remix)"                      |
| 2016 | Joy Corporation - "Do You Remember (Zerb Remix)"                  |
| 2016 | Vintage Culture & Woo2Tech - "Sometimes (Zerb Remix)"             |
| 2017 | Ookay - "Thief (Zerb Remix)"                                      |
| 2017 | Gnash & Olivia O'Brien - "I Hate U, I Love U (Zerb Remix)"        |
| 2017 | Lemaitre - "Higher (Zerb Remix)"                                  |
| 2018 | Musikk - "Summer Lovin' (feat. John Rock) [ Zerb & Hi-Cut Remix]" |
| 2018 | Sam Feldt & Alex Schulz - "Be My Lover (Zerb Remix)"              |